# Hennef

Hennef est une ville de Rhénanie-du-Nord-Westphalie (Allemagne), située dans l'arrondissement de Rhin-Sieg, dans le district de Cologne, dans le Landschaftsverband de Rhénanie.

## Géographie
Hennef est situé à l'entrée de la vallée de la Sieg, entre les régions naturelles Pays de Berg et Westerwald, à environ 14 km à l'est de Bonn et à 30 km au sud-est de Cologne.

## Jumelage
- Banbury (Royaume-Uni) depuis 1981
- Le Pecq (France) depuis 1997
- Nowy Dwór Gdański (Pologne) depuis 2001

## Personnalités
- Joseph Dietzgen (1828-1888), philosophe né à Stadt Blankenberg.
- Walter von Loë (1828-1908), général né au château d'Allner (de)
- Otto von Loë (1835-1892), homme politique né à Allner.
- Hans Peter Lindlar (1946-), homme politique né à Hennef.
- Markus Böttcher (1964-), acteur né à Hennef.